# Château de Hex
Le château de Hex (en néerlandais Kasteel van Heks) est un château de style classique se trouvant dans le village de Hex (en néerlandais Heks), à quelques kilomètres au sud de la ville de Looz (en néerlandais Borgloon), en Belgique.
Le château fut construit en 1770 par François-Charles de Velbruck, prince-évêque de Liège de 1772 à sa mort en 1784. L’ancien comté de Looz faisait alors partie de la principauté de Liège. 
Humaniste et promoteur des Lumières, Velbruck choisit ce coin de Hesbaye pour y faire construire sa résidence de campagne. Il y fit dessiner un jardin chinois et une roseraie. Le parc à l'anglaise était un des premiers du genre sur le continent. 
François-Charles de Velbruck est décédé dans son château de Hex, en 1784.

## Aujourd’hui
Château et parc sont la propriété de la famille d’Ursel. La roseraie contient quelques rares variétés qui y étaient déjà présentes à la fin du XVIIIe siècle. Le domaine est accessible au public deux week-end par an, en juin et en septembre, à l'occasion d'expositions liées au jardinage.